# Továrna na lustry Elias Palme
Továrna na lustry Elias Palme (také nazývána Eliáška) je secesní výrobní budova v Kamenickém Šenově v okrese Česká Lípa v nejzápadnější části Libereckého kraje. Od roku 2007 je tento historický průmyslový objekt chráněný jako kulturní památka.

## Historie

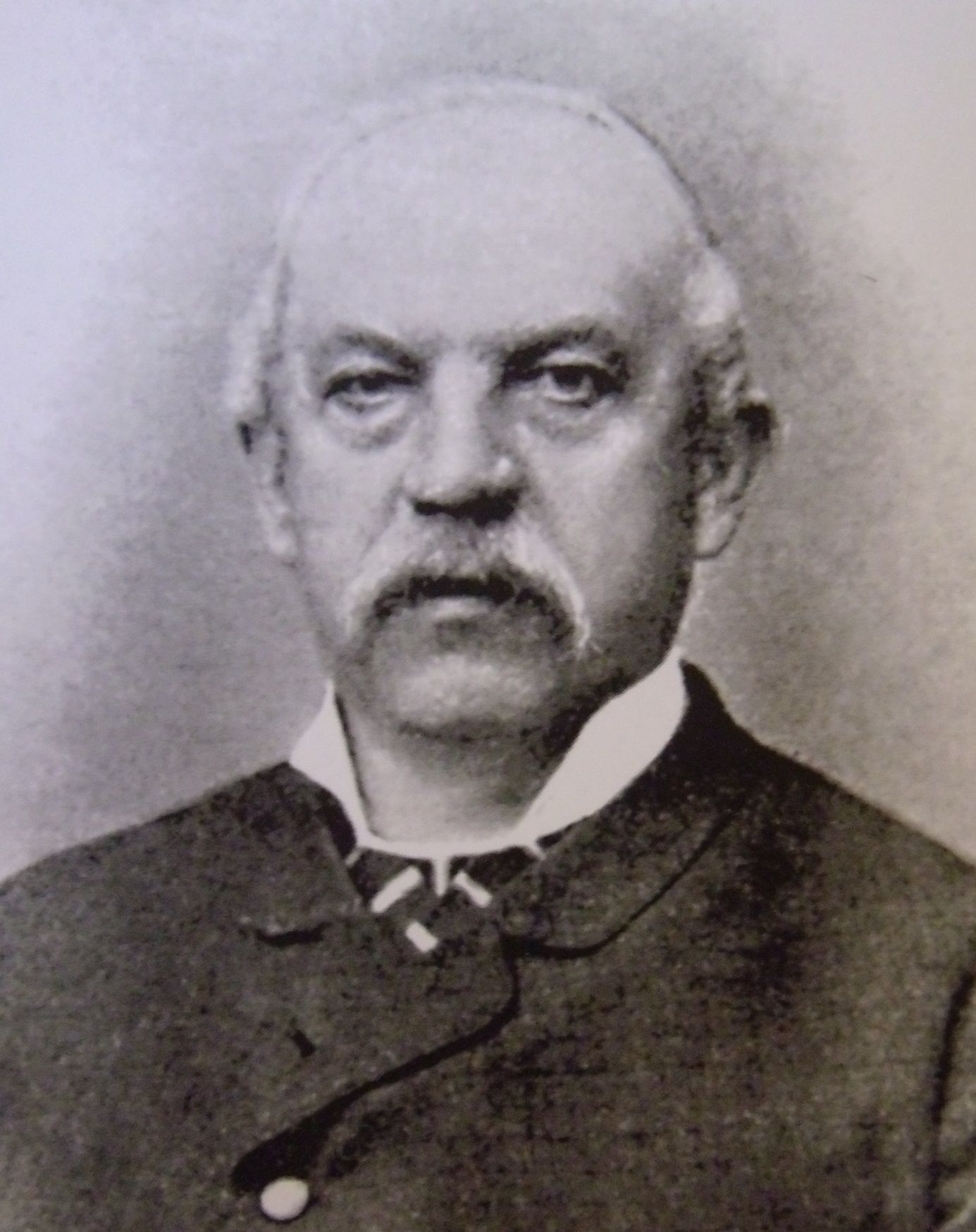
Elias Palme

### Stavba továrny
Firma Elias Palme & Co. byla založena v roce 1849 Eliasem Palmem. V druhé polovině 19. století již firma sbírala ocenění ze světových výstav. Její lustry byly oceněny na světové výstavě ve Vídni v roce 1873 a na výstavě v Barceloně v roce 1888. Roku 1905 se Franz Friedrich Palme rozhodl vybudovat novou a moderní továrnu. Tehdy již známá firma získala nabídky z Nového Boru i České Kamenice, kde jim byly nabízeny pozemky zdarma. Majitelé továrny se rozhodli zůstat v Kamenickém Šenově. Architektem byl vybrán kamenický stavitel Adolf Richter. 5. května 1905 byl položen základní kámen. Železobetonové stropy postavila vídeňská firma Eduarda Asta. V budově se nacházely sklářské provozy brusírny, kulírny, slévárny a také soustružna, pasírna, lakovna či galvanická laboratoř.
Stavba byla otevřena 1. listopadu 1905, ale kvůli chybám v dokumentaci byla budova zkolaudována až v lednu 1906.

### Zlatá léta továrny
Roku 1919 vzniká pobočný závod ve Smržovce. V této době ve firmě pracuje přes 500 lidí. Roku 1925 bylo přistavěno přízemní křídlo. V roce 1928 vznikl v této továrně do té doby největší ověsový koš pro hlediště Královské opery v Římě o průměru deseti metrů. Firma byla proslavena po celém světě a do začátku druhé světové války získala zakázky od La Scala v Miláně, Hotel Waldorf Astoria v New Yorku či opery v Sydney. Továrna vyrobila také osvětlení pro palác tureckého sultána, divadlo Albee v New Yorku a rovněž lustry pro palác svobodných zednářů v Kodani a Německý spolkový dům v Praze.

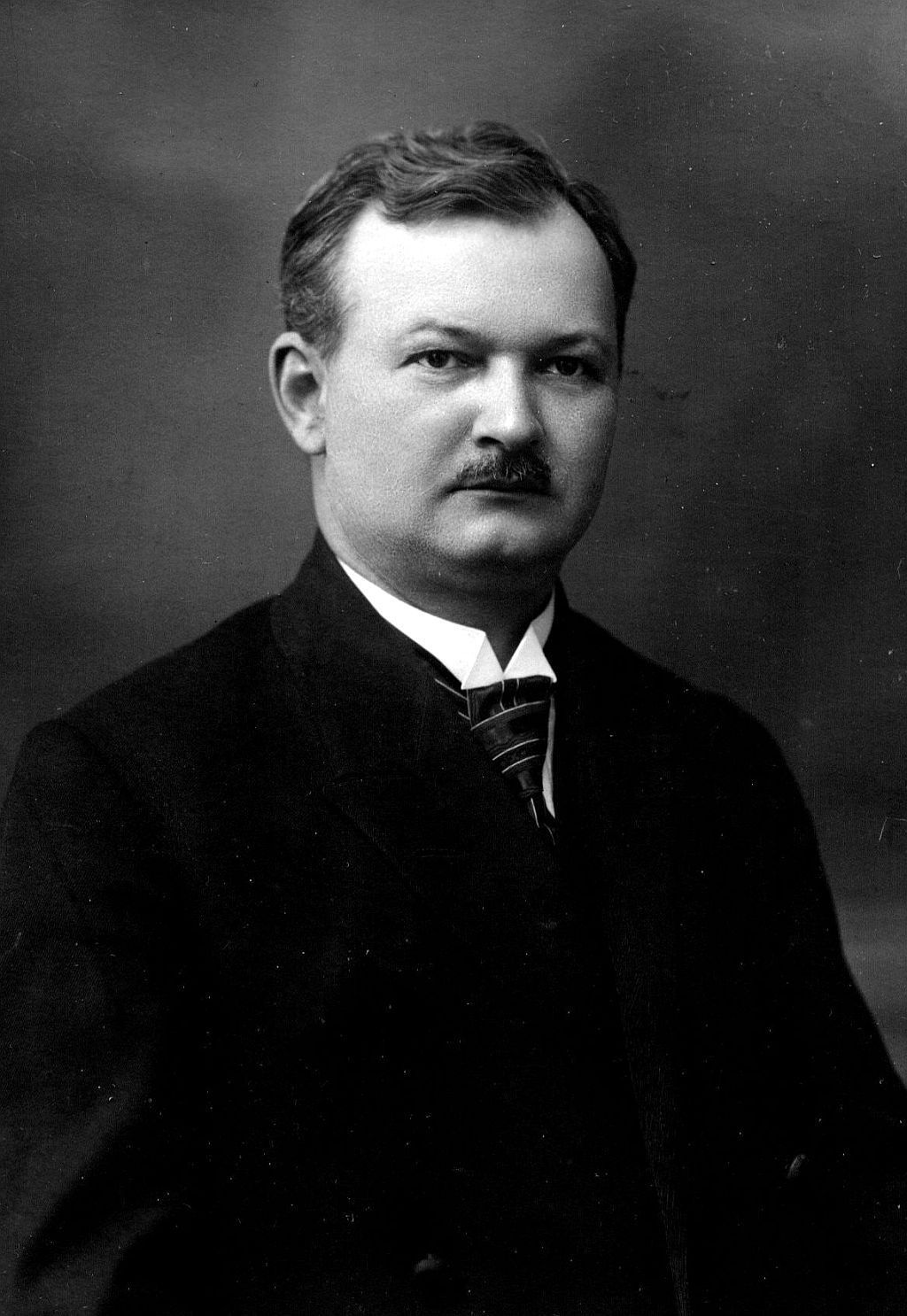
Harry Palme, vnuk Eliase Palmeho a poslední majitel továrny

### Po druhé světové válce
V roce 1943 byl z továrny v rámci totálního nasazení vytvořen závod na válečnou výzbroj. Roku 1946 byl závod znárodněn a sjednocen s dalšími lustrařskými podniky. Majitel továrny, Harry Palme, se vyhnul odsunu do Německa pod podmínkou, že v ústraní dopíše svá odborná díla o historii Kamenického Šenova a sklářství. Také musel zaučit nové české zaměstnance. Jeho manželka však byla odsunuta do Saska.

### Konec výroby lustrů
Roku 1966 se výroba přesunula do nového areálu národního podniku Lustry (dnes firma Preciosa) a roku 1972 výroba v továrně definitivně skončila. Poté budova sloužila jako sklady nábytku. Roku 1992 se pokusil Phillip Rhibbs a Dale Chichuly oživit chátrající komplex myšlenkou založení sklářského muzea, ale neuspěli. Ve stejném roce byla budova zprivatizována. Od té doby začala nekontrolovatelně chátrat. Několikrát změnila své majitele a bylo dokonce uvažováno o demolici komplexu. 31. prosince 2007 byla prohlášena kulturní památkou.

Roku 2016 zakoupil budovu podnikatel Roman Procházka. V únoru 2016 byl založen Spolek Eliáška, zajímající se o stav budovy. V roce 2016 se o budovu začala zajímat Tereza Šváchová, studentka architektury na ČVUT, ve své diplomové práci. Její projekt se jmenuje Skleněný dům. V bývalé fabrice by pak mělo fungovat muzeum skleněných lustrů, knihovna, kavárna či městské infocentrum.

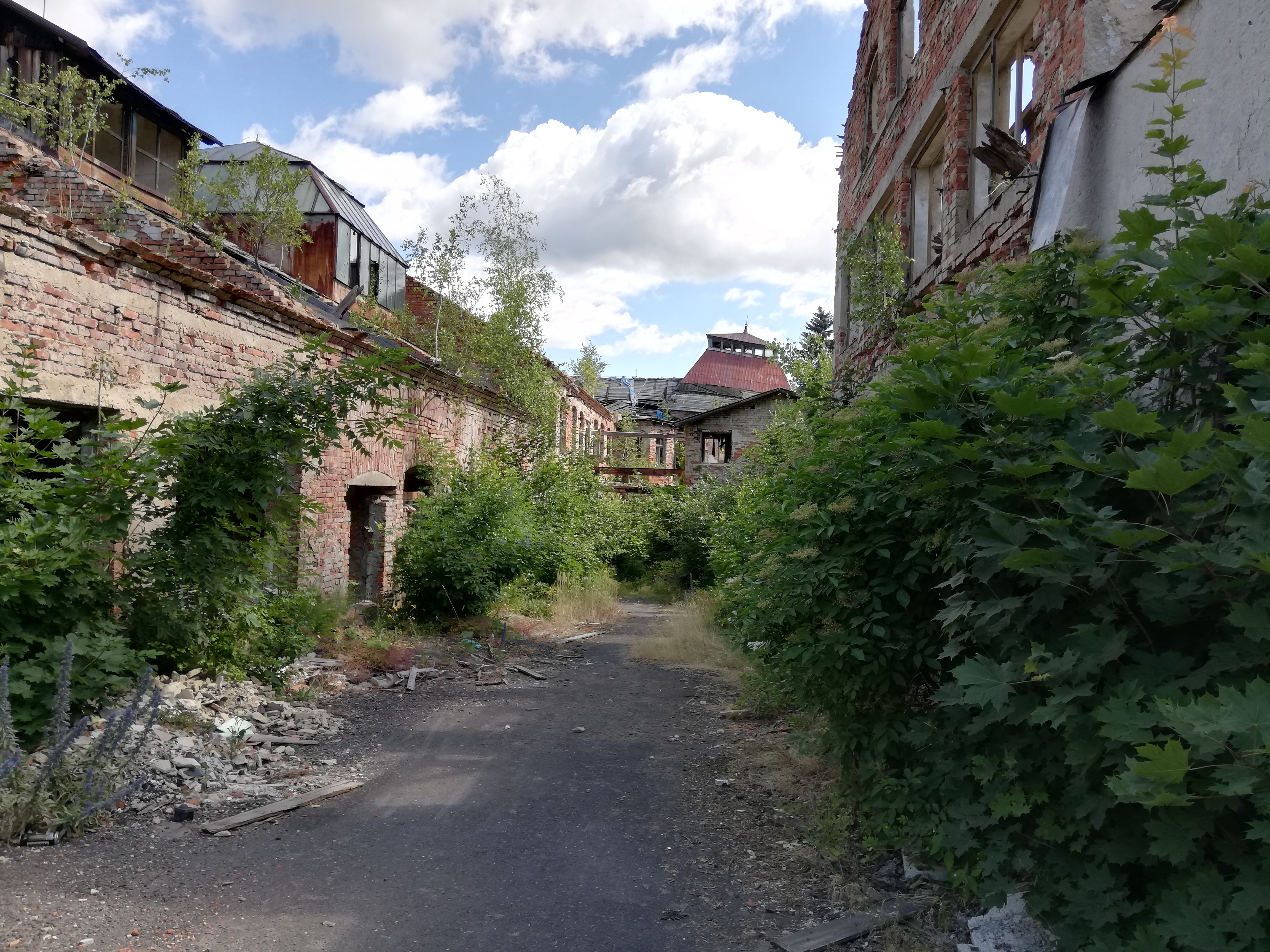
Zdevastovaný zadní trakt areálu

### Požár v roce 2023
Chátrající budova se dostala v roce 2022 do nabídky realitní kanceláře v ceně 3,5 milionu korunu, nikdo o ni neprojevil zájem. Ve čtvrtek 22. června 2023 ráno zachvátil opuštěnou budovu Eliášky požár, který pravděpodobně někdo založil úmyslně. Budova je dlouhodobě v havarijním stavu.

## Popis
Objekt bývalé továrny se nachází v ulici Lustrárenská. Jde o stavbu obdélného půdorysu, která se dělí na hlavní budovu v severovýchodní části a dvě provozní budovy v západní části areálu. V průčelí budovy mezi dvěma rizality nalezneme zbytky původní ozdobné omítky s nápisem ELIAS PALME a daty 1849 a 1905. Okna doplňují zdobné šambrány.
Hlavní budova zaujímá plochu 6622 m ² a má konstrukci etážového typu s železobetonovým skeletem a cihelnými vyzdívkami. Reprezentativní prostory interiérů mají malířskou výzdobu. V suterénu se nacházely sklady, obytné místnosti, koupelny a šatny. V přízemí byly kanceláře a dílny pro broušené sklo a pasířství. V bočních křídlech se nacházely sklady a zbytek dílen.

## Galerie

Továrna v průběhu času
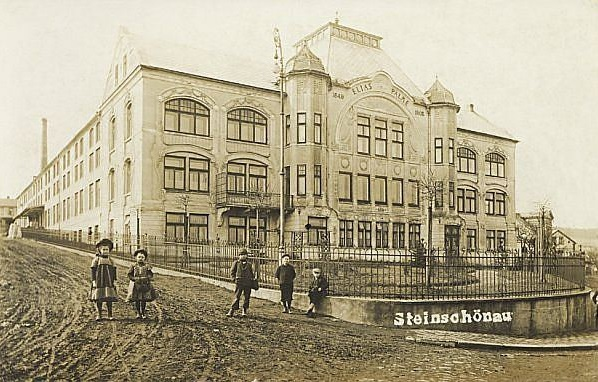
Okolo roku 1905
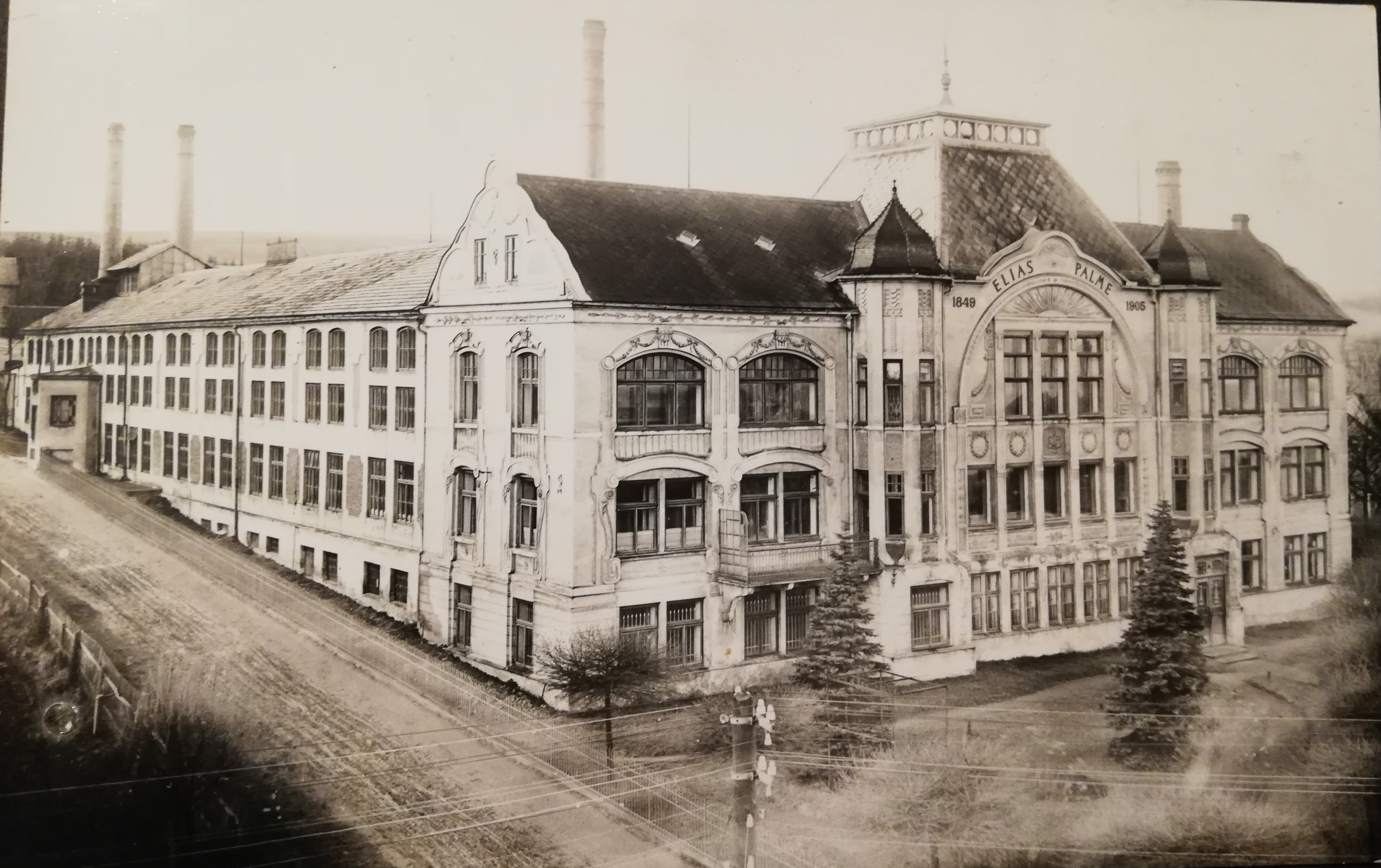
V roce 1947
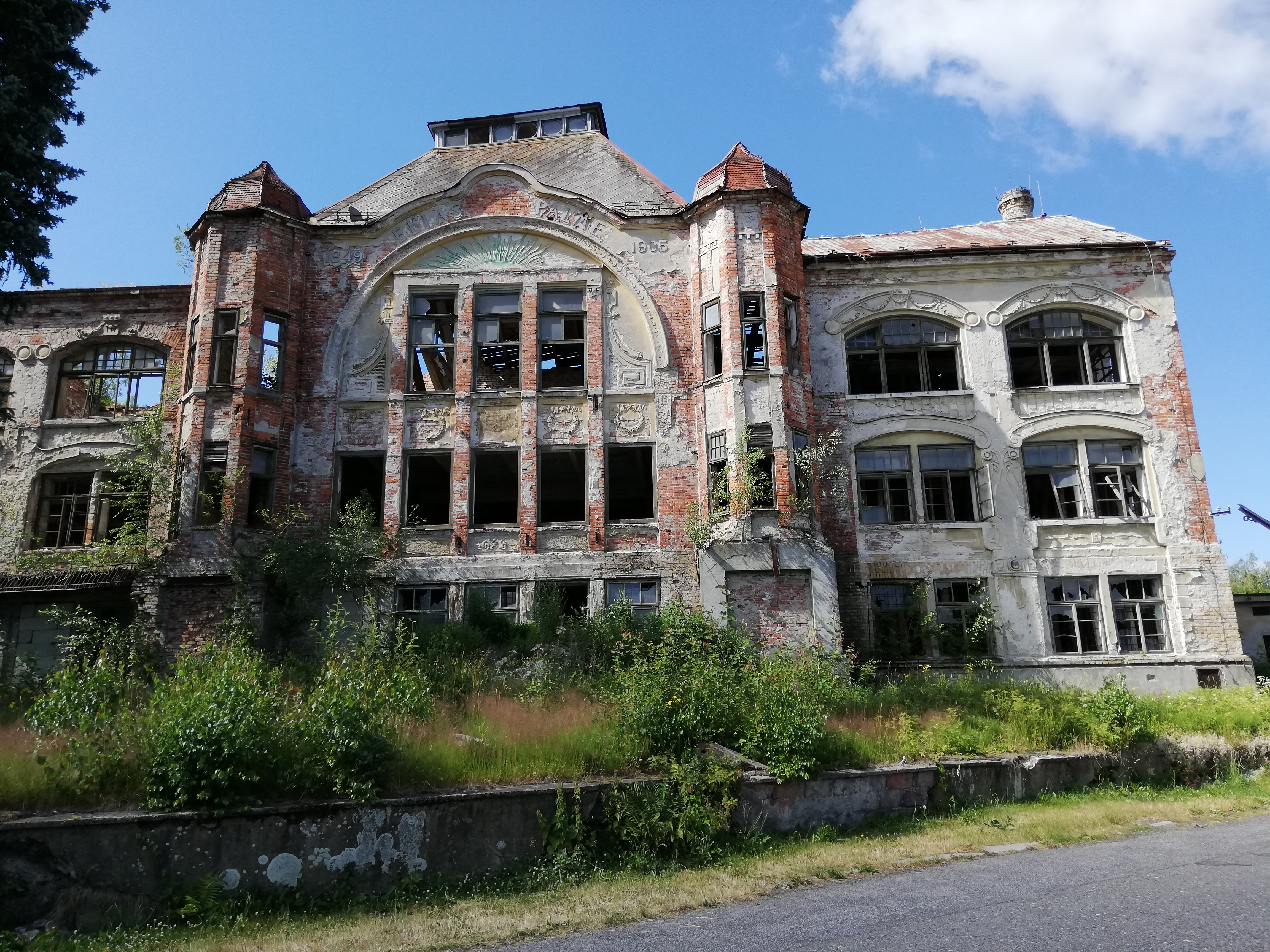
V roce 2019
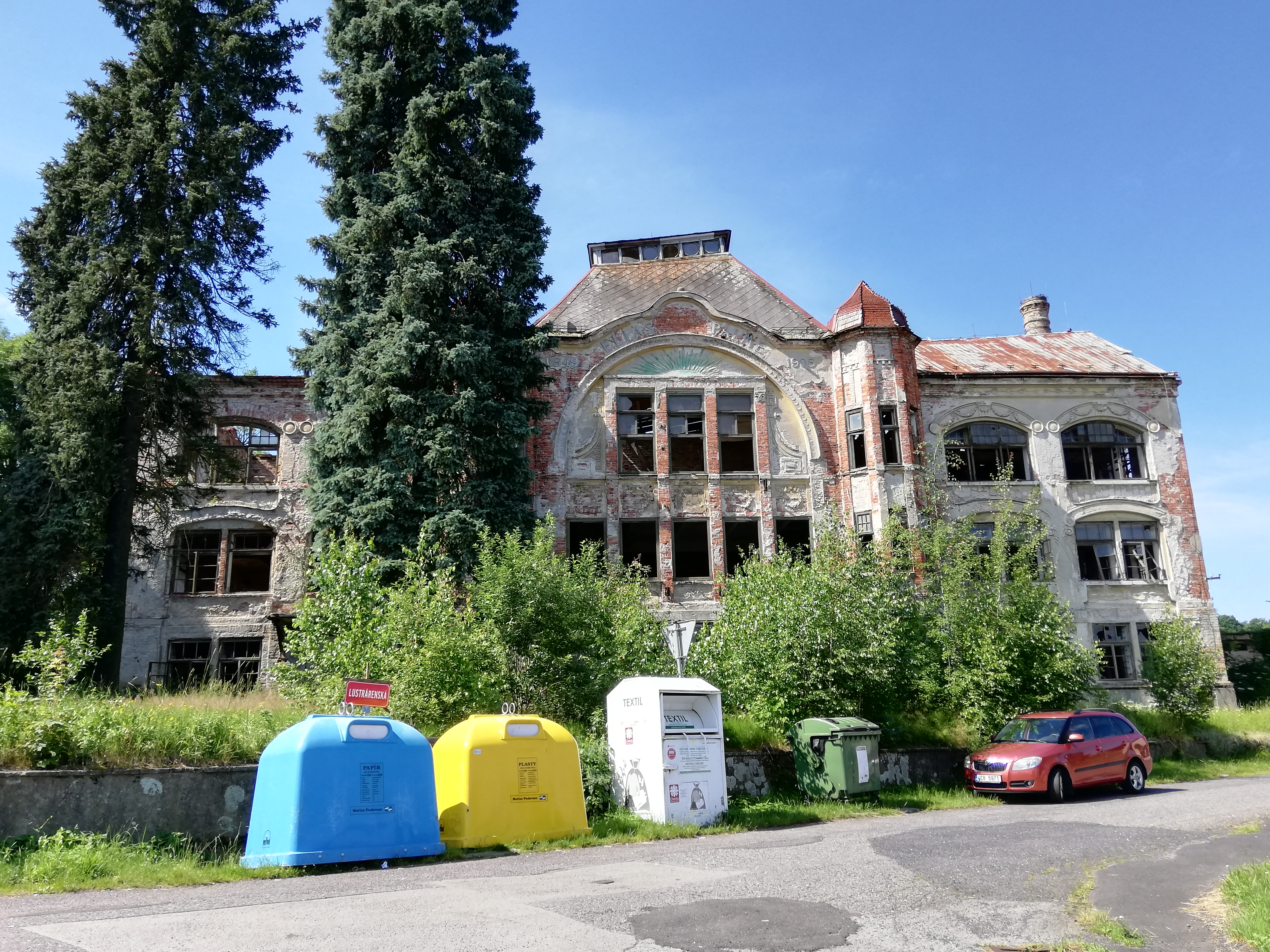
V roce 2021
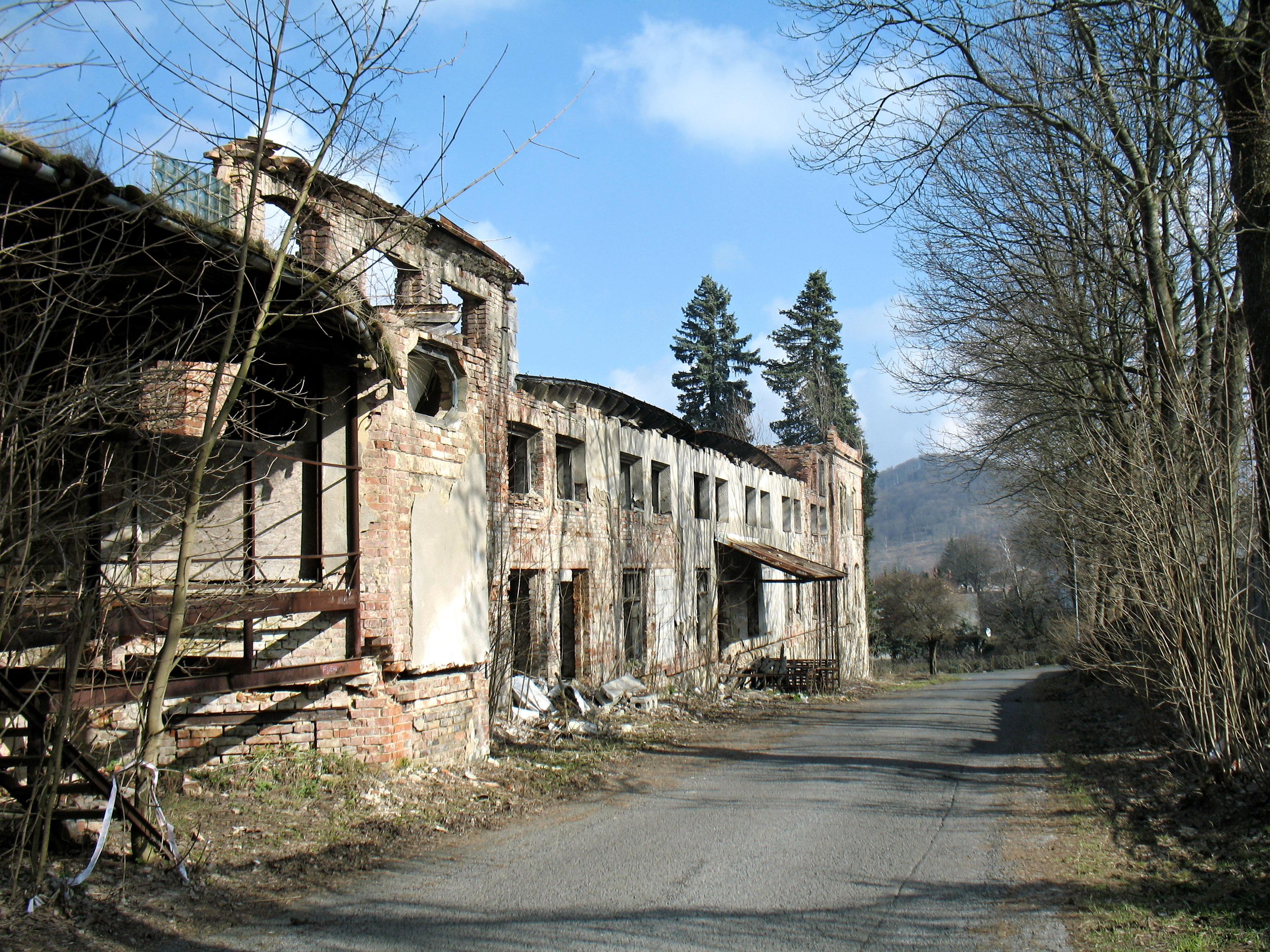
Pohled z ulice Eliase Palme (březen 2024)
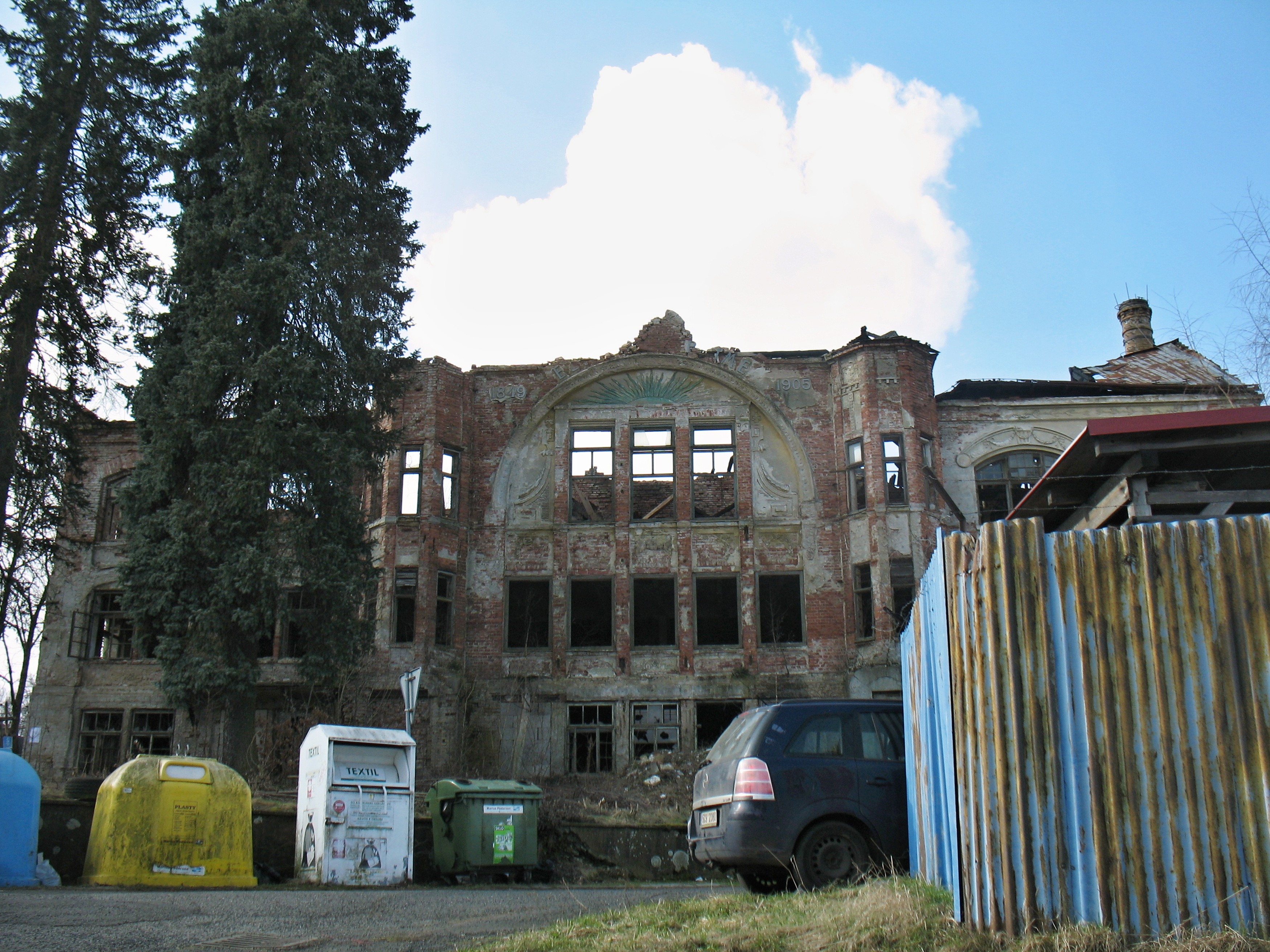
Rok 2024 (stav po požáru z roku 2023)